# Alex Pomarol
Alex Pomarol ist ein spanischer Physiker, der an der Universität von Barcelona und am CERN in Genf forscht.
Er wurde unter anderem bekannt durch seine Arbeiten zur Vereinheitlichung der Grundkräfte.
Die Vereinheitlichung von starker Wechselwirkung, schwacher Wechselwirkung und elektromagnetischer Kraft ohne die Gravitation wird als große vereinheitlichte Theorie bezeichnet (GUT = Grand Unified Theory). Diese Vereinheitlichung wird aufgrund der Ähnlichkeit in der mathematischen Struktur der drei Theorien angenommen. Alex Pomarol erweiterte dazu das Modell einer verzerrten Raumzeit, das vom Randall-Sundrum-Modell postuliert wird.

## Werke
- Aufzählung aus "Physical Review Online Archive" der "AMERICAN PHYSICAL SOCIETY" (englisch)